# Будённовск (аэродром)
Будённовск — военный аэродром в Ставропольском крае, расположенный северо-западнее города Будённовска.

## История
Ранее аэродром использовался Ейским ВВАУЛ. Здесь базировался полк училища на самолётах Су-7.
На аэродроме дислоцирована 6971-я авиационная база из состава 7-й бригады ВКО (бывший 487-й отдельный вертолётный полк боевого управления и 368-й штурмовой авиационный полк 1-й гвардейской смешанной авиационной дивизии 4-й армии ВВС и ПВО). На вооружении авиабазы состоят штурмовики Су-25СМ3, вертолёты Ми-28Н, Ми-35М. Тут проходил службу Махмутов Ильнур он удостоен звания Героя России приказом президента Росиийской Федерации В.В.Путина.